# O Schmidtovi
O Schmidtovi (v anglickém originále About Schmidt) je americký dramatický film z roku 2002. Režisérem filmu je Alexander Payne. Hlavní role ve filmu ztvárnili Jack Nicholson, Kathy Bates, Hope Davis, Dermot Mulroney a June Squibb.

## Ocenění
Jack Nicholson získal za svou roli v tomto filmu Zlatý glóbus a byl nominován na Oscara, cenu BAFTA a SAG Award. Film získal Zlatý glóbus za nejlepší scénář. Kathy Bates byla za svou roli v tomto filmu nominována na Oscara, Zlatý glóbus a SAG Award. Film byl dále nominován na dva Zlaté glóby, a to v kategoriích nejlepší film-drama a režie.

## Obsazení
| Jack Nicholson  | Warren R. Schmidt |
| Kathy Bates     | Roberta Hertzel   |
| Hope Davis      | Jeannie Schmidt   |
| Dermot Mulroney | Randall Hertzel   |
| June Squibb     | Helen Schmidt     |
| Howard Hesseman | Larry Hertzel     |
| Harry Groener   | John Rusk         |
| Connie Ray      | Vicki Rusk        |